# Oberflächenemitter
Der Oberflächenemitter oder VCSEL [v'ɪksl] (von englisch vertical-cavity surface-emitting laser) ist eine Laserdiode, bei der das Licht senkrecht zur Ebene des Halbleiterchips abgestrahlt wird, im Gegensatz zur kantenemittierenden Laserdiode, bei der das Licht an einer oder zwei Flanken des Chips austritt.

## Merkmale
Entscheidende Merkmale der Oberflächenemitter sind die gegenüber Kantenemittern geringen Herstellungskosten und die bessere Strahlqualität bei allerdings geringerer Ausgangsleistung. VCSEL zeichnen sich dadurch aus, dass sie monomodig verfügbar sind und die Wellenlänge durch die Struktur bestimmbar ist. Die Einkoppeleffizienz in Lichtwellenleiter ist aufgrund der kleinen Bauweise, der guten Strahlqualität und der guten Fokussierbarkeit hoch.

## Anwendungen
Oberflächenemitter werden als optische Sender für Glasfaser-Datenübertragung benutzt und eignen sich für die analoge Breitband-Signalübertragung. Für die Absorptionsspektroskopie (Tunable Diode Laser Absorption Spectroscopy, TDLAS) werden ebenfalls Oberflächenemitter eingesetzt. Ein weiteres Gebiet für VCSEL sind Laserdrucker.

## Struktur

Schema einer einfachen Oberflächenemitter-Struktur

Der Laserresonator wird durch zwei parallel zur Ebene des Wafers angeordnete Bragg-Spiegel gebildet, in die eine aktive Zone (üblicherweise mit zweidimensionalen Quantentöpfen, auch Quantenfilm genannt) zur Erzeugung der Laserstrahlung eingebettet ist. Derartige planare Bragg-Spiegel sind aus Schichten mit abwechselnd niedrigem und hohem Brechungsindex aufgebaut, die jeweils eine optische Weglänge l von einem Viertel der Laserwellenlänge im Material haben: l = λ/(4n) mit n = Brechungsindex des Mediums. Dadurch wird der im Oberflächenemitter erforderliche Reflexionsgrad von über 99 Prozent erreicht. Aufgrund der kleinen Abmessungen des eigentlichen Lasers von nur wenigen Mikrometern in jeder Richtung haben Oberflächenemitter kleinere Ausgangsleistungen im Vergleich zu Kantenemittern.
Man unterscheidet optisch gepumpte Oberflächenemitter, bei denen die aktive Zone von außen mit Licht kürzerer Wellenlänge zum Strahlen angeregt wird, und elektrisch gepumpte Oberflächenemitter, die eine pin-Diode darstellen.
Oberflächenemitter für Wellenlängen zwischen 650 nm und 1300 nm basieren praktisch ausschließlich auf GaAs-Wafern, während bei Wellenlängen zwischen 1300 nm und 2000 nm (langwellige Oberflächenemitter) zumindest die aktive Zone auf InP oder GaInAsN basiert. Oberflächenemitter mit noch größerer Wellenlänge sind derzeit im experimentellen Stadium und sind zumeist optisch gepumpt.

### Sonderformen
Sonderformen von Oberflächenemittern:
- Oberflächenemitter mit Tunnelkontakt. Hier wird durch den Tunnelkontakt (n+p+) eine elektrisch vorteilhafte n-n+p+-p-i-n Konfiguration erzeugt, die auch verschiedene andere Strukturdetails positiv beeinflussen kann, z. B. beim Buried Tunnel Junction (BTJ).
- Weit abstimmbarer Oberflächenemitter mit einem mikromechanisch beweglichen Spiegel, auch Vertical External Cavity Surface Emitting Laser (VECSEL) genannt.
- Wafer-bonded- bzw. Wafer-fused-Oberflächenemitter: Kombination von Halbleitermaterial, das auf unterschiedlichen Arten von Wafer-Substraten hergestellt werden kann.
- Monolithisch optisch gepumpte Oberflächenemitter: Zwei aufeinandergesetzte Oberflächenemitter, bei denen der eine den anderen optisch pumpt.
- Oberflächenemitter mit longitudinal-integrierter Monitordiode: Unter dem rückwärtigen Spiegel wird eine Photodiode integriert.
- Oberflächenemitter mit transversal-integrierter Monitordiode: Durch geeignetes Abätzen kann aus dem Wafer eines Oberflächenemitters auch eine resonante Photodiode für Licht eines benachbarten Oberflächenemitter hergestellt werden.

## Historisches
Den ersten Oberflächenemitter haben 1979 Haruhisa Soda, Ken-ichi Iga, Chiyuki Kitahara und Yasuharu Suematsu vorgestellt, jedoch wurden Bauelemente mit einem Schwellstrom unter 1 mA erst 1989 präsentiert. Heute haben Oberflächenemitter die Kantenemitter bei optischen Kurzstreckenverbindungen wie Gigabit-Ethernet oder Fibre Channel verdrängt.